# Roberto Mosquera
Roberto Orlando Mosquera Vera (Lima, 1956. június 21. –) válogatott perui labdarúgó, csatár, edző.

## Pályafutása

### Klubcsapatban
1974 és 1980 között a Sporting Cristal, 1981-ben az argentin Talleres Córdoba, 1982 és 1984 között a kolumbiai Deportivo Cali, 1985-ben az Once Caldas, 1986-ban a San Agustín, 1987-ben a kolumbiai Cúcuta Deportivo, 1988-ban az ecuadori SD Aucas labdarúgója volt. A Sportinggal kettő, a San Agistínnal egy perui bajnokságot nyert.

### A válogatottban
1978 és 1981 között 16 alkalommal szerepelt a perui válogatottban és négy gólt szerzett. Részt vett az 1978-as argentínai világbajnokságon.

### Edzőként
1995-ben az Unión Huaral csapatánál kezdte edzői pályafutását. 1996-ban a Sporting Cristalnál ideiglenes vezetőedzőként kezdett dolgozni, majd Sergio Markarian segédedzője lett két idényre. 1996-ban perui bajnok, 1997-ben Copa Libertadores-döntős lett az együttessel. A következő években számos alsóbb osztályú perui csapat szakmai munkáját irányította. 2002 és 2004 között a Coronel Bolognesi, 2004–05-ben a Melgar, 2006-ban a Sport Boys, 2007-ben a Deportivo Municipal, 2008–09-ben a újra Coronel Bolognesi, 2010–11-ben a Sport Huancayo, 2012–13-ban a Sporting Cristal, 2013 és 2015 között a Juan Aurich, 2016-ban az Alianza Lima vezetőedzője volt. 2017 és 2019 között Bolíviában dolgozott a Wilstermann, majd a Royal Pari csapatánál. 2019 óta a Deportivo Binacional vezetőedzője.

## Sikerei, díjai

### Játékosként
Peru
- Copa América
  - bronzérmes: 1979

 Sporting Cristal
- Perui bajnokság
  - bajnok (2): 1979, 1980

 San Agustín
- Perui bajnokság
  - bajnok: 1986

### Edzőként
Sporting Cristal
- Perui bajnokság
  - bajnok: 2012